# Station Gnilec
Station Gnilec is een spoorwegstation in de Poolse plaats Gnilec.